# Abuso de poder (álbum)
Abuso de poder es el tercer álbum de Barilari, lanzado en junio de 2009.
El disco consta de 11 canciones, y acompañan a Adrián Barilari los hermanos Barrett: Piter en el bajo y Julián en la guitarra, este último integrante de Lörihen, más Nicolás Polo en la batería (integrante de la banda DreamMaster).
El álbum fue editado por Don't Pay Music en formato CD, estando también disponible su descarga en formato digital a través del sitio de este sello.

## Lista de temas
1. Abuso de Poder
2. Cazador
3. Egoman
4. Sin Escrúpulos
5. Vida Virtual
6. Amante Oscura
7. Insoportable
8. Algo Mágico
9. Miedo a Sobrevivir
10. Tuvieron Alas
11. Abuso de Poder (Acústico)

Edición limitada
- 12. Vida Virtual (En Vivo)
- 13. Y las Sombras Quedarán Atrás (Acústico)

## Personal
- Adrián Barilari - Voz/Letras
- Nicolas Polo - Batería
- Piter Barrett - Bajo
- Julián Barrett - Guitarras